# Паркинсон, Кэтрин
Кэтрин Паркинсон (англ. Katherine Parkinson) — британская актриса, в России известна, в основном, по сериалу «Компьютерщики» («англ. The IT Crowd»), где играла роль Джен Барбер (Jen Barber).

## Биография
Кэтрин Паркинсон родилась 9 марта 1978 года, обучалась в школе Tiffin Girls в Кингстоне на Темзе, Лондон, а затем изучала классику в колледже Св. Хильды в Оксфорде, после она переехала в Лондон и продолжила обучение в академии музыки и драматического искусства, где она встретилась с Крисом О’Даудом в первый раз. И она, и О’Дауд не закончили учёбу в академии, разочаровавшись в царившей там атмосфере.
Она прерывала своё обучение, чтобы принять участие в постановке The Age of Consent. В последующей своей карьере Кэтрин играла вместе с известными британскими актёрами, такими как Мартин Клунз и Джулия Уолтерс. В 2007 году она появилась в новой версии чеховской «Чайки» в театре Royal Court в Лондоне вместе с Кристиной Скотт Томас и Макензи Круком.
В последнее время она принимала участие, играя разных персонажей, в шоу Кэти Бранд на ITV2, с которой была знакома ещё с Оксфорда. Она также появлялась несколько раз на BBC Radio 4, в том числе в программах «Talking and Not Talking», «Mouth Trap снова с Бранд», и в «The Odd Half Hour».

### Личная жизнь
В 2007 году Паркинсон объявила о своей помолвке с Гарри Пикоком (англ. Harry Peacock (actor)) — британским комедийным актёром. Во время её благодарственной речи на церемонии вручения приза за лучшую сыгранную комедийную роль (англ. British Comedy Awards) в декабре 2009 она обратилась к Пикоку, назвав его мужем. У супругов есть две дочери — Дора Пикок (род. в мае 2013) и Гвендолин Пикок (род. в сентябре 2014).

## Фильмография
- 2004 — Доктор Мартин (телесериал) / Doc Martin — Полина Лэмб (Pauline Lamb)
- 2005 — Классный руководитель (телесериал) / Ahead of the Class — в роли Вики Фоли (Vicky Foley)
- 2005 — Casualty — в роли Хелене Гиббонс (Helen Gibbons)
- 2005 — Массовка (телесериал) / Extras — женщина из очереди
- 2006 — / Hard to Swallow — Katie
- 2006 — Компьютерщики (телесериал) / The IT Crowd — Джен Барбер (Jen Barber)
- 2007 — / Love Triangle (мультфильм)
- 2007 — Страх, стресс и гнев (телесериал) / Fear, Stress & Anger — Гемма (Gemma)
- 2007 — Рождество на Ривьере / Christmas at the Riviera — Ванесса (Vanessa)
- 2008 — Лёгкое поведение / Easy Virtue — Мэрион Уиттейкер (Marion Whittaker)
- 2008 — Шоу большой пятой точки Кэти Бранд / Katy Brand’s Big Ass Show — некоторые эпизодические персонажи
- 2008 — Как потерять друзей и заставить всех себя ненавидеть / How to Lose Friends & Alienate People — PR-работница (PR Woman)
- 2009 — Рок-волна / The Boat That Rocked — Фелиция (Felicity)
- 2012 — Шерлок (телесериал) / Sherlock — Китти Райли (Kitty Riley)
- 2014 — Внутри девятого номера/ Inside № 9 — Ребекка (Rebecca)
- 2015 — Люди/ Humans — Лора (Lora)
- 2015 — Семейка Кеннеди / The Kennedys — Бренда (Brenda)
- 2018 — Клуб любителей книг и пирогов из картофельных очистков / The Guernsey Literary and Potato Peel Pie Society — Изола
- 2019 — Опасный элемент — Жанна Ланжевен
- 2024 — Соперники / Rivals — Лиззи Верекер